# Немцов, Владимир Ефимович
Владимир Ефимович Немцов — советский хозяйственный, государственный и политический деятель.

## Биография
Родился в 1913 году в Новозыбкове. Член КПСС.
Образование высшее (окончил Ленинградскую военную электротехническую академию имени Будённого)
Участник Великой Отечественной войны, военный представитель Главного Управления связи Красной Армии на Ленинградском радиозаводе, житель блокадного Ленинграда.
С 1935 года — на хозяйственной, общественной и политической работе.
- В 1935—1936 гг. — дежурный подстанции Ленэнерго.[1]
- В 1936—1937 гг. — красноармеец в составе радиоразведывательного батальона.[1]
- В 1942—1943 гг. — помощник военпреда на радиозаводе им. Орджоникидзе.[1]
- В 1943—1945 гг. — военпред в Архангельске на приемке техники по ленд-лизу.[1]
- В 1945—1947 гг. — помощник военпреда, начальник отдела технического контроля радиозавода им. Орджоникидзе.[1]
- В 1947—1951 гг. — главный инженер радиозавода им. Орджоникидзе.[1]
- В 1951—1956 гг. — директор радиозавода им. Орджоникидзе.[1]
- В 1956—1968 гг. — начальник 2-го Главного управления Министерства радиотехнической промышленности СССР.[1]
- В 1968—1986 гг. — заместитель Министра радиопромышленности СССР.[1]

C 1986 гг. — главный специалист-консультант МНИТИ.
Лауреат Государственной премии СССР (1984)
Умер в феврале 1998 в Москве.